# Tarık Ergut
Ramazan Tarık Ergut (* 7. Juli 1996 in Çivril) ist ein türkischer Fußballspieler.

## Karriere
Ergut begann seine offizielle Fußballerkarriere erst im Alter von 15 Jahren bei Yeşil Çivril Belediyespor. Nach nur einer Saison wurde er von den Scouts des professionellen Zweitligisten Denizlispor entdeckt und im Jahr 2013 für die Jugendabteilung verpflichtet.
Im Dezember 2016 erhielt Ergut seinen ersten professionellen Vertrag. Um Spielpraxis zu sammeln, wurde er für die Rückrunde der Saison 2016/17 an Denizli Büyükşehir Belediyespor ausgeliehen. Seinen ersten Einsatz für Denizli BB in der TFF 3. Lig hatte er am 22. Januar 2017, als er in der 63. Spielminute eingewechselt wurde. Nach seiner Rückkehr zu Denizlispor gab Ergut sein Debüt in der zweiten Liga am 12. August 2017 im Auswärtsspiel gegen Adanaspor.
Die Rückrunde der Saison 2017/18 verbrachte er beim Drittligisten Silivrispor. Hier gelang ihm in neun Spielen ein Treffer.